# パドルズ (猫)
パドルズ（Paddles、2016年 - 2017年11月7日）は、ニュージーランド首相ジャシンダ・アーダーンが飼っていたメスのネコである。同氏が首相に就任する前後から自らのTwitterアカウントを持ち、同国の「ファースト・キャット」として脚光を浴びた。
パドルズは栗色と白色の被毛を持った、多指症の猫である。アーダーンがニュージーランドの動物虐待防止王立協会（SPCA）に参加していた際、救助猫（レスキュー・キャット）として飼われることなったという。アーダーンが首相に就任する直前、10月26日に「@FirstCatofNZ」というアカウントでパドルズが初めてTwitterに登場し、アメリカの雑誌、『ヴァニティ・フェア』で紹介されるなど一躍人気者となった。トランプ米大統領もリツイートした1人である。なお、同アカウントの管理者はアーダーンではなく、不明とされている。
だが、その矢先11月7日に同国オークランドのポイント・シュバリエで自動車にはねられ死亡した。首相府は同日、ファースト・キャットであるパドルズの死を発表し、アーダーンは自身のFacebookに、「ペットを失ったことのある全ての人なら、私たちの悲しみを理解できるだろう」と哀悼の意を表し、SPCAへの支援を懇請した。